# أملوديبين
أميلوديبين (بالإنجليزية: Amlodipine)‏ هو دواء يُباع تجارياً تحت اسم «نورفاسك» (بالإنجليزية: Norvasc)‏ ويُستخدم لخفض ضغط الدم ولعلاج الذبحة الصدرية. ينتمي هذا الدواء إلى فئة الأدوية المعروفة باسم محصرات قنوات الكالسيوم من نوع ثنائي هيدرو البيريدين. يخفض الأملوديبين ضغط الدم عن طريق توسيع الأوعية الدموية. في الذبحة الصدرية، يزيد الأملوديبين من تدفق الدم إلى عضلة القلب لتخفيف الألم الناجم عن الذبحة الصدرية. يتواجد الأملوديبين في قائمة منظمة الصحة العالمية للأدوية الأساسية، أهم الأدوية التي يحتاجها نظام رعاية صحية أساسي.

## التأثير
يمنع حركة أيونات الكالسيوم عبر غشاء الخلية العضلات الملساء الجهازية وعضلات الأوعية الإكليلية.

## الاستخدام الطبي
يُستخدم لمرضى ارتفاع ضغط الدم  وأنواع من الذبحة الصدرية. إذا كان سبب الذبحة الصدرية تقلص في شرايين القلب فان هذا الدواء هو الاختيار الأول.
في الحالات البقية يعطى للذبحة الصدرية إذا كانت موسعات الشرايين (النترات) ومضادات مستقبلات البيتا غير كافية للتفادي النوبات.

## موانع الاستعمال
- الرضاعة الطبيعية.
- صدمة قلبية.
- الذبحة الصدرية غير المستقرة.
- تضيق الأبهر: يسبب الأملوديبين توسع الأوعية، مما يُمكن أن يؤدي إلى انخفاض ضخ القلب في المرضى الذين يعانون من ضيق الشريان الأبهر الشديد.

## الآثار الثانوية الضارة
الآثار الثانوية الضارة لاستخدام الأملوديبين بالجرعة الشائعة قد تكون:
- في كثير من الأحيان: وذمة محيطية في 8.3٪ من المستخدمين. تحدث الوذمة المحيطية (تراكم السوائل في الأنسجة) بمعدل 10.8٪ لجرعة 10 ملغ (مقابل 0.6٪ للخلبي)، ولدى النساء زيادة ثلاث أضعاف منه في الرجال. يسبب الأملوديبين تمدد في الشرايين والأوعية الشعرية الدموية قبل الظهارية أكثر من الأوعية الشعرية الدموية بعد الظهارية والأوردة. تسمح زيادة التمدد لعبور مزيد من الدم، دون القدرة على الدفع عبر الأوردة الصغيرة بعد الظهارية والأوردة المقيدة نسبياً؛ حيث يسبب الضغط انتقال كثير من البلازما إلى الفضاء الخلالي. يمكن تجنب الوذمة المرتبطة مع الأملوديبين من خلال إضافة مثبطات الإنزيم المحول للأنجيوتنسين أو أنجيونتنسين II.
- توسع الأوعية الطرفية.
- وذمة محيطية.
- خفقان (4.5٪ في 10 ملغ مقابل 0.6٪ في الخلبي) التي تحدث في كثير من الأحيان عند النساء.
- التعب 4.5٪ في 4.5٪ من المستخدمين مقابل 2.8٪ مع الخلبي.[14]
- آلام في البطن (1.6٪ مقابل 0.3٪).
- صداع.
- غثيان (2.9٪ مقابل 1.9٪).
- ضبابية.
- دوخة (3.4٪ مقابل 1.5٪) دون تأثر بجنس المريض.
- احمرار في الوجه (2.6٪ مقابل 0٪) التي تحدث في كثير من الأحيان عند النساء.
- النعاس (1.4٪ مقابل 0.6٪).[15]

بعض الآثار الجانبية النادرة جداً
تحدث أقل من 1٪ مع الزمن: اضطرابات في الدم، العجز، الاكتئاب، الاعتلال العصبي المحيطي، الأرق، عدم انتظام دقات القلب، توسع اللثة، التهاب الكبد، أو اليرقان.

## طرق تناول الدواء والتقييم
- يعطى في الصباح.
- إذا عجز المريض عن البلع تطحن الحبوب.
- يراقب الضغط والنبض قبل تناول الدواء.
- احذر من عوارض سحب الدواء المفاجئ وقم بوقفه تدريجياً.
- يوقف الدواء ويراجع الطبيب إن حصل عسر تبول أو وذمة.
- أو انخفاض نبض القلب إلى ما دون 50 نبضة.
- من المستحسن مراقبة ضغط الدم بانتظام.